# Mahdi Camara
Mahdi Camara (* 30. Juni 1998 in Martigues) ist ein französisch-gambischer Fußballspieler. Er steht seit 2022 bei Stade Brest unter Vertrag.

## Karriere

### Verein
Von 2004 bis 2014 spielte Camara in der Jugend des FC Martigues und ging dann weiter in den Nachwuchs der AS Saint-Étienne. Dort kam er 2016 erst in die Reservemannschaft und gab zwei Jahre später auch seine Debüt bei den Profis in der Ligue 1. Dieses erfolgte am 11. August 2018 im Heimspiel gegen EA Guingamp (2:1), als er in der 81. Minute für Kévin Monnet-Paquet eingewechselt wurde. Für die Rückrunde der Saison 2018/19 wurde Camara an den Drittligisten Stade Laval ausgeliehen. Nach seiner Rückkehr absolvierte er auch zwei Partien in der Gruppenphase der UEFA Europa League gegen den FK Oleksandrija sowie KAA Gent. 2020 stand er im Finale der Coupe de France und wurde bei der 0:1-Niederlage gegen Paris Saint-Germain zur Halbzeit ausgewechselt. In der Saison 2021/22 stieg er mit dem Verein dann in die Ligue 2 ab und Camara wurde leihweise an Stade Brest abgegeben. Nach Ablauf des Leihvertrages verpflichtete Brest den Spieler fest.

### Nationalmannschaft
Im Mai 2014 absolvierte Camara drei Testpartien für die französische U-16-Nationalmannschaft. Am 2. September 2016 kam er dann im Freundschaftsspiel gegen die USA (2:0) zu einem Einsatz bei der U-19-Auswahl Frankreichs.